# Shayna Baszler
Shayna Baszler (Sioux Falls, 8 agosto 1980) è una wrestler ed ex artista marziale mista statunitense.
È stata allenata dall'ex campione dei pesi massimi UFC Josh Barnett ed è nota per la sua amicizia con l'ex campionessa dei pesi gallo UFC Ronda Rousey (le quali, assieme a Jessamyn Duke e Marina Shafir, formano il gruppo delle Four Horsewomen). Vanta un record di quindici vittorie (di cui quattordici per sottomissione) e undici sconfitte ottenuto in varie federazioni tra cui EliteXC, Strikeforce e UFC, per la quale ha anche partecipato al reality show The Ultimate Fighter.
A partire dal 2015 è entrata anche nel mondo del wrestling professionistico iniziando nel territorio indipendente per poi giungere alla WWE, dove ha vinto due volte l'NXT Women's Championship e tre volte il Women's Tag Team Championship (due con Nia Jax e una con Ronda Rousey).

## Carriera nel wrestling

### Circuito indipendente (2015–2017)
Nel marzo 2015 a un evento della Ring of Honor, Baszler accompagna al ring i reDRagon (Bobby Fish & Kyle O'Reilly) in occasione della loro difesa del titolo ROH World Tag Team Championship. Dopo la vittoria, partecipa ai festeggiamenti, durante i quali la sua aggiunta nel gruppo viene descritta dagli altri come "l'arrivo del nostro Ringo". Dopo essersi allenata con Josh Barnett, la Baszler debuttò nel wrestling il 26 settembre 2015, perdendo un match con Cheerleader Melissa nella Quintessential Pro Wrestling di Reno, Nevada. Dopo il match la Baszler viene aggredita da Nicole Matthews. Il 30 ottobre Baszler sconfigge Matthews nel loro primo confronto, ma perde il rematch nel gennaio 2016, per KO dopo soli nove minuti. Il 23 gennaio 2016, durante un evento della Magnum Pro Wrestling ad Omaha in Nebraska, la Baszler sconfigge Heather Patera. Il 17 luglio sconfigge Ruby Raze a Premier XIII conquistando il titolo Premier Women's Championship.
Successivamente esordisce nella Absolute Intense Wrestling nell'aprile 2016, perdendo contro Mia Yim. È poi tornata alla promozione a giugno, sconfiggendo Veda Scott. Il 9 settembre sconfigge Heidi Lovelace e diventa la nuova AIW Women's Champion. Il 5 novembre difende con successo il titolo contro Britt Baker, e in seguito contro Ray Lyn e Ayzali in un three-way match nella Rise Wrestling il 10 novembre.
Nel giugno 2016 Baszler debutta nella Shimmer Women Athletes all'evento Volume 81, sconfiggendo Rhia O'Reilly. Sconfigge anche Solo Darling e poi sfida senza successo Nicole Savoy per il titolo Heart Of Shimmer Championship.

### WWE (2017–2025)

#### Mae Young Classic (2017)
Shayna ha partecipato il 13 luglio 2017 al torneo Mae Young Classic organizzato dalla WWE eliminando nei sedicesimi di finale Zeda Zhang, negli ottavi Mia Yim, nei quarti Candice LeRae e in semifinale Mercedes Martinez. Una volta giunta in finale, però, è stata sconfitta da Kairi Sane, la quale si è aggiudicata il torneo.

#### NXT(2017–2020)
Shayna ha fatto la sua prima apparizione ad NXT in un match tre contro tre schierandosi con Billie Kay e Peyton Royce contro Aliyah, Dakota Kai e Kairi Sane, venendo sconfitte. Il 3 ottobre la WWE ha annunciato che la Baszler ha firmato per la compagnia, che l'ha assegnata al suo territorio di sviluppo.
Nella puntata del 10 gennaio 2018 ha fatto il suo debutto ufficiale sconfiggendo in poco tempo Dakota Kai per decisione arbitrale dopo averle quasi rotto il braccio sinistro. Il 27 gennaio, a NXT TakeOver: Philadelphia, Shayna ha affrontato Ember Moon per l'NXT Women's Championship ma è stata sconfitta. Nella puntata di NXT del 14 febbraio Shayna ha affrontato nuovamente Ember Moon per l'NXT Women's Championship ma l'ha sconfitta solo per squalifica (e senza dunque il cambio di titolo) a causa dell'intervento di Kairi Sane. Il 7 aprile, a NXT TakeOver: New Orleans, Shayna ha sconfitto Ember Moon conquistando così l'NXT Women's Championship per la prima volta. Il 18 agosto, a NXT TakeOver: Brooklyn IV, Shayna ha perso il titolo a favore di Kairi Sane dopo 133 giorni di regno. Il 28 ottobre, a Evolution, la Baszler ha sconfitto Kairi Sane riconquistando l'NXT Women's Championship.
Successivamente difende il titolo contro Sane a NXT TakeOver: WarGames, Bianca Belair a NXT TakeOver: Phoenix e in un fatal four-way che comprende Sane, Belair e Io Shirai a NXT TakeOver: New York. Il 1º novembre a SmackDown, la Baszler diventa la prima wrestler NXT a "invadere" lo show, quando attacca la SmackDown Women's Champion Bayley, Sasha Banks e Nikki Cross. Poi si allea con Triple H e al resto del roster di NXT nel dichiarare guerra a Raw e SmackDown in vista delle Survivor Series. All'evento NXT TakeOver: WarGames, la Baszler e la sua squadra perdono contro la squadra di Rhea Ripley nel primo Wargames match femminile della storia della compagnia. Al ppv Survivor Series, Shayna Baszler vince il triple threat champions match prevalendo sulla campionessa Raw Women's Becky Lynch e sulla campionessa Smackdown Women Bayley. Nella puntata del 18 dicembre di NXT, Baszler perde il titolo in favore di Ripley, dopo un regno durato 416 giorni. Il 26 gennaio 2020 entra nel Women's Royal Rumble match con il numero 30 e stabilisce il record di otto eliminazioni, prima di essere eliminata a sua volta da Charlotte Flair. Il 22 gennaio sconfigge Shotzi Blackheart nel suo ultimo match in NXT.

#### Opportunità titolate (2020)
Il 10 febbraio 2020 a Raw, Baszler esordisce nel main roster aggredendo Becky Lynch, mordendola furiosamente sul retro del collo. La settimana successiva, Baszler viene annunciata come una delle partecipanti al ppv Elimination Chamber. All'evento la Baszler vince il match e guadagna lo status di prima sfidante al titolo Raw Women's Championship, oltre a stabilire un record, eliminando tutte le altre avversarie da sola con la sua mossa Kirifuda Clutch.
A WrestleMania 36, Baszler non riesce a battere Becky Lynch che conserva il titolo. Il 13 aprile a Raw, Baszler sconfigge Sarah Logan qualificandosi per il Money in the Bank. Durante l'incontro, Baszler rompe un braccio alla Logan. Due giorni dopo Sarah Logan viene rilasciata dalla WWE a causa del taglio del budget dovuto alla pandemia del COVID-19. Il 10 maggio a Money in the Bank, Baszler non riesce a vincere la valigetta.
Dopo una pausa dal ring durata due mesi, Shayna Baszler torna in WWE nella puntata del 13 luglio di Raw, salvando R-Truth dai ninja di Akira Tozawa, per poi lanciare un avvertimento a tutte le donne del roster.

#### Women's Tag Team Champion (2020–2021)
Dopo essersi alleata con Nia Jax, il 30 agosto a Payback, le due sconfissero Bayley e Sasha Banks vincendo il Women's Tag Team Championship per la prima volta. Il 20 dicembre, a TLC: Tables, Ladders & Chairs, la coppia Baszler-Jax perse le cinture contro Asuka e Charlotte Flair dopo 112 giorni di regno. Il 31 gennaio la Baszler e la Jax riconquistano le cinture di coppia femminili battendo Asuka e Charlotte nel Kick-off della Royal Rumble grazie alle interferenze di Lacey Evans e Ric Flair. Il 21 marzo, a Fastlane, la Baszler e la Jax mantennero i titoli contro Bayley e Sasha Banks. L'11 aprile, nella seconda serata di WrestleMania 37, la Baszler e la Jax mantennero i titoli contro Natalya e Tamina (appartenenti al roster di SmackDown). Nella puntata di SmackDown del 14 maggio la Baszler e la Jax persero le cinture contro Natalya e Tamina dopo 103 giorni di regno. Il 20 giugno, ad Hell in a Cell, la Baszler venne sconfitta da Alexa Bliss. Il 20 settembre, a Raw, l'alleanza tra Shayna e Nia si interruppe dopo vari screzi con la prima che attaccò e infortunò brutalmente la seconda, e stessa sorte toccò la settimana dopo anche ad Eva Marie. Nella puntata di Raw dell'11 ottobre Shayna sconfisse Dana Brooke nei quarti di finale del Queen's Crown Tournament. Nella puntata di Raw del 18 ottobre la Baszler venne però sconfitta da Doudrop nella semifinale del torneo.

#### Varie faide (2021–2025)
Il 4 ottobre, per effetto del Draft, Shayna passò al roster di SmackDown. Dalla sua prima apparizione, Shayna si alleò con Sonya Deville, assistente del general manager Adam Pearce, e le due se la presero con Naomi; Shayna, infatti, riuscì a sconfiggerla in ben due occasioni con favoritismi vari operati da Deville.
Il 2 maggio 2025 è stata licenziata insieme a numerosi altri colleghi.

## Vita privata
Ha origini tedesche da parte del padre e cinesi da parte della madre. Prima di dedicarsi alle MMA ha ottenuto una laurea in religione alla MidAmerica Nazarene University nel Kansas. Ha rivelato di essere bisessuale.

## Personaggio

### Mosse finali
- Kirifuda Clutch (Rear naked choke)
- World's Baddest Slam (Inverted falling powerslam) – 2023–presente

### Soprannomi
- "The Queen of Spades"
- "The Submission Magician"

## Titoli e riconoscimenti

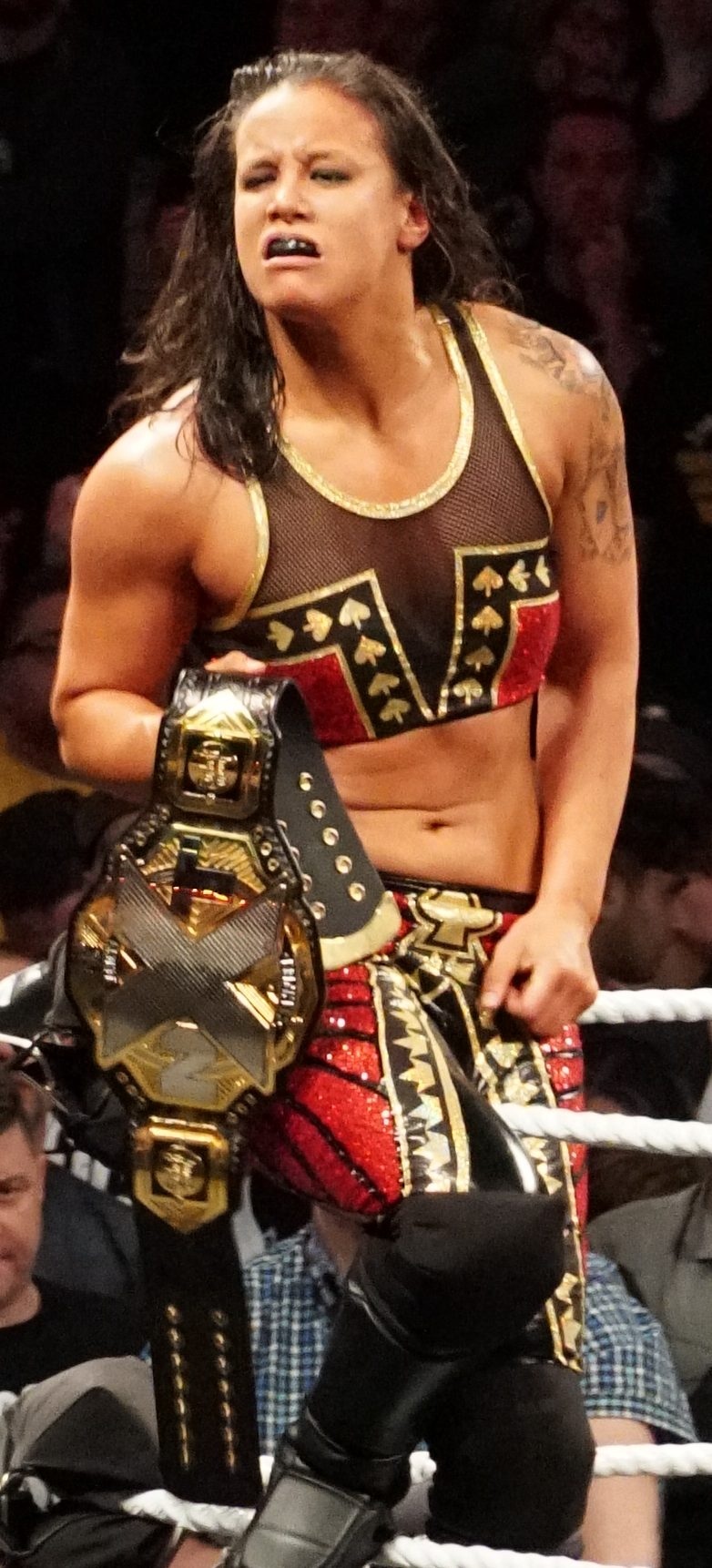
Shayna con l'NXT Women's Championship, titolo che ha detenuto per un record di due volte

### Arti marziali miste
- Freestyle Cage Fighting
  - FCF Women's Bantamweight Grand Prix Championship (1)
- Invicta FC
  - Fight of the Night (2) vs. Sara McMann, Alexis Davis
- The Cage Inc.
  - TCI Women's 140 lbs Championship (1)

### Wrestling
- Absolute Intense Wrestling
  - AIW Women's Championship (1)
- DDT Pro-Wrestling
  - Ironman Heavymetalweight Championship (1)
- New Horizon Pro Wrestling
  - IndyGurlz Australian Championship (1)
  - Global Conflict Shield Tournament (2017)
- Premier Wrestling
  - Premier Women's Championship (1)
- Pro Wrestling Illustrated
  - 12° tra i 500 migliori wrestler singoli secondo PWI 500 (2017)
- Quintessential Pro Wrestling
  - QPW Women's Championship (1)
- WWE
  - WWE Women's Tag Team Championship (3) – con Nia Jax (2) e Ronda Rousey (1)
  - NXT Women's Championship (2)
  - NXT Year-End Award (1)
    - Female Competitor of the Year (edizione 2019)